# Route nationale 805
Die Route nationale 805, kurz N 805 oder RN 805, war eine französische Nationalstraße, die von 1933 bis 1973 in zwei Teilstücken zwischen La Guerche-de-Bretagne und Saint-Rémy-du-Val verlief. Ihre Gesamtlänge betrug 123,5 Kilometer.